# Nyctopais
Nyctopais – rodzaj chrząszczy z rodziny kózkowatych. 

## Zasięg występowania
Przedstawiciele tego rodzaju występują w Afryce Zachodniej i Środkowej od Wybrzeża Kości Słoniowej i Ugandy na płn. po Demokratyczną Republikę Konga na płd.

## Systematyka
Do Nyctopais należą 4 gatunki:
- Nyctopais burgeoni
- Nyctopais jordani
- Nyctopais mysteriosus
- Nyctopais mysticus